# 4563 Kahnia
4563 Kahnia је астероид главног астероидног појаса чија средња удаљеност од Сунца износи 2,253 астрономских јединица (АЈ).
Апсолутна магнитуда астероида је 13,3.